# Krestasta moa
Krestasta moa (lat. Pachyornis australis) je vrsta ptice neletačice iz porodice moa. 
Kao i sve neletačice, bila je članica reda nojevki. Imala je prsnu kost bez rtenjače. Također je imala i karakteristično nepce.  Podrijetlo ove ptice postaje sve jasnije, pa mnogi shvaćaju da su njezini preci mogli letjeti i odletjeli su u južne krajeve, gdje su se udomaćili. 
Težila je oko 75 kilograma. Živjela je na Južnom otoku na Novom Zelandu, kao dominantna vrsta na krajnjem sjeveru i krajnjem jugu ovog otoka. Mogla je živjeti i u hladnom, alpskom staništu. Bila je, kao i druge moe, ogromna ptica, ali bila je nešto manja od ostalih vrsta. 